# Джоель
Джоель був королем християнського королівства Дотаво в нижній Нубії. Його правління було задокументовано починаючи з 1484 року.
Джоель представляє одного з останніх зареєстрованих королів Муккури. Він відомий з графіті в соборі Фараса, напису в церкві Таміту, листа з міста Дау (який датується 1484 роком) і напису з сусідньої церкви. Така кількість згадок здається незвичайною, особливо для часів незадовго до зникнення християнських держав у Нубії. Тож Джоел, безсумнівно, мав певне значення; Відомо, що він мав принаймні одного васала: Тієноссі з Іленату. Він був скинутий, а королівство, було завойоване мамлюками під керівництвом Кайтбея.